# 川端日菜子
川端 日菜子（かわばた ひなこ、1999年11月22日 - ）は、日本の女子バスケットボール選手である。ポジションはスモールフォワード。Wリーグのシャンソン化粧品シャンソンVマジックから山梨クィーンビーズを経て、2024年5月8日に現役引退を発表。

## 来歴
熊本県出身。
折尾中学校で全国優勝。
熊本国府高校で全国大会出場。
卒業後の2018年、シャンソンVマジックに加入。
2022年、山梨クィーンビーズに移籍。
2024年5月8日に現役引退を発表。